# Mala sangre (álbum)
Mala sangre es el nombre de un disco del grupo vasco Soziedad Alkoholika, lanzado el 21 de abril de 2008.

## Canciones
| N.º     | Título                                                         | Duración |  |
| 1.      | «Asalto»                                                       | 1:16     |  |
| 2.      | «Sangre al fin»                                                | 2:59     |  |
| 3.      | «Dirección propia»                                             | 3:19     |  |
| 4.      | «Política del miedo»                                           | 2:58     |  |
| 5.      | «Intactos»                                                     | 4:00     |  |
| 6.      | «Solicitud de condena»                                         | 2:22     |  |
| 7.      | «Por el odio»                                                  | 3:41     |  |
| 8.      | «Dios Vs. Alá» (Colabora João Gordo (Ratos de Porão))          | 3:07     |  |
| 9.      | «Glock 19»                                                     | 1:35     |  |
| 10.     | «Nadie»                                                        | 3:26     |  |
| 11.     | «Vivir para ti»                                                | 3:27     |  |
| 12.     | «Mi rabia»                                                     | 3:36     |  |
| 13.     | «Punto y seguido»                                              | 3:26     |  |
| 14.     | «Siempre alerta»                                               | 3:33     |  |
| 15.     | «Política del miedo Rap Solo Remix» (Con Violadores del Verso) | 4:46     |  |
| 47 mins |                                                                |          |  |

## Formación
- Juan - voz
- Jimmy - guitarra
- Javi - guitarra
- Pirulo - bajo
- Roberto - batería